# Куріпка аравійська
Куріпка аравійська (Ammoperdix heyi) — вид куроподібних птахів родини фазанових (Phasianidae).

## Розповсюдження
Вид поширений на Аравійському півострові, Близькому Сході (Йорданія, Ізраїль, Палестина), Синайському півострові, в Єгипті та Судані між руслом Нілу та Червоним морем. Населяє пустельні або напівпустельні височини та сухі річкові долини.

## Опис
Птах завдовжки 22-25 см. В його оперенні переважають світло-коричневі тони. Самиці мають досить рівномірне та непомітне оперення, у той час як самці мають сіру голову з білою постокулярною смугою та лорумом, а на боках тіла вони мають характерні смуги, де чергуються білі та темно-коричневі.

## Спосіб життя
Це осілий птах, що живе в пустельних районах, часто з пересіченою місцевістю. Харчується в основному насінням і комахами. Коли його турбують, він вважає за краще бігати, ніж літати, хоча, якщо це необхідно, він буде літати на короткі відстані. Гніздиться на землі в невеликій ямці, куди самиця відкладає від 5 до 7 яєць.

## Підвиди
- A. heyi heyi – Синай, Ізраїль, Йорданія, захід Саудівської Аравії.
- A. heyi nicolli – Єгипет.
- A. heyi cholmleyi – Єгипет, північний Судан.
- A. heyi intermedius – південний захід Аравійського півострова, південь Оману.